# Nawidemak
Nawidemak est une reine candace, souveraine du royaume de Koush dans la Nubie antique, l'actuel Soudan. Elle a régné au Ier siècle av. J.-C. ou au cours du Ier siècle ap. J.-C, succédant à Amanishakhéto.
Elle est connue par sa mention sur un relief mural de sa chambre funéraire, ainsi que sur une plaque en or. Elle est peut-être la reine candace mentionnée dans le Nouveau Testament et la mère de son successeur, Amanakhabalé et d'un prince appelé Etareteya, décrit comme « le frère du prince suprême ».

## Biographie
La reine Nawidemak règne sur le royaume de Koush, soit au Ier siècle av. J.-C., soit au Ier siècle.
Nawidemak est la quatrième des femmes qui se sont succédé à la tête du royaume de Koush entre le premier siècle avant et le premier siècle après J.-C.. Elles sont connues sous le nom de candaces. Elles sont mentionnées sous le nom générique « Candace » dans l'expression « la reine Candace » qui apparaît dans le Nouveau Testament de la Bible, sans dénomination distinctive entre elles, le nom commun « candace » étant utilisé comme un nom propre.
En se basant sur l'idée qu'elle a régné pendant le Ier siècle après J.-C., l'hypothèse a été émise que Nawidemak pourrait être la candace mentionnée au huitième chapitre des Actes des Apôtres. C'est le trésorier de cette reine qui est converti au christianisme par l'apôtre Philippe.

## Représentations
Nawidemak est principalement connue par le bas-relief mural de sa chambre funéraire découverte à Méroé (Bar. no 6).
Ce bas-relief la montre portant des attributs caractéristiques : le manteau royal, la ceinture et le cordon à glands. Pourtant, ces éléments sont plus habituellement représentés avec les monarques masculins du royaume de Koush.
Sur ce bas-relief, le nœud de fixation sur son manteau et celui sur le cordon montrent un animal couché, qui est un autre symbole de la royauté. Ce symbole est utilisé dans l'art koushite depuis le IIIe siècle avant J.-C. ; sa dernière utilisation connue est justement sur ce bas-relief représentant Nawidemak. Sur le même bas-relief, elle porte sur la tête la couronne d'Osiris sur sa tête.
Sur le mur nord de la chambre, Nawidemak est représentée portant une jupe longue. Elle a les seins nus, ce qui symbolise sa fertilité et sa condition de mère d'un autre souverain.
Une tablette d'or faisant référence à Nawidemak est incluse dans la collection du Allen Memorial Art Museum à Oberlin, dans l'Ohio, aux États-Unis.